# Witteman-Lewis XNBL-1
El Wittemann-Lewis NBL-1 "Barling Bomber" fue un bombardero pesado experimental de largo alcance, construido para el Servicio Aéreo del Ejército de los Estados Unidos a principios de los años 20 del siglo XX. Aunque infructuoso como bombardero, fue uno de los primeros intentos de crear un bombardero estratégico.

## Diseño y desarrollo
El desarrollo del XNBL-1 (Experimental Night Bomber, Long Range (Bombardero Nocturno Experimental de Largo Alcance)) Barling Bomber es atribuido generalmente (la prensa lo llamó "La Locura de Mitchell") a William "Billy" Mitchell, un General del Servicio Aéreo de Ejército de los Estados Unidos y el mayor defensor de la potencia aérea estratégica, que en 1919 descubrió a Walter H. Barling, quien previamente había trabajado en la Royal Aircraft Factory. Mitchell solicitó a Barling el diseño de un bombardero capaz de llevar suficientes bombas como para hundir un acorazado. El objetivo de Mitchell era demostrar la efectividad de la potencia aérea al hundir un acorazado desde el aire, y necesitaba un gran bombardero estratégico para demostrarlo. Mitchell planeó el coste de dos prototipos del bombardero en 375 000 dólares. El 15 de mayo de 1920, la División de Ingeniería del Ejército convocó una licitación para la construcción de un bombardero basado en los planos de Barling, con los requerimientos de ser capaz de llevar una carga de bombas de 2300 kg (5000 libras), a una altitud de 3000 m (10 000 pies) a una velocidad de no menos de 160 km/h (100 mph).
Barling había diseñado previamente el Tarrant Tabor, que era similar en concepto, pero que fue destruido en un fatal accidente de capotaje en su primer vuelo en 1919. El capotaje probablemente había sido producido por el alto emplazamiento de dos de los seis motores (una disposición debida a la falta de motores más potentes). Como el Tabor, el Barling Bomber era un gran triplano de seis motores con fuselaje con forma de puro. A diferencia de su predecesor, el Barling tenía todos sus motores montados a nivel con el fuselaje. El avión usaba tres alas, pero no era un realmente un triplano en el sentido convencional. Más correctamente, era un avión de dos alas y media. El ala central no tenía superficies de control, y era más corta y estrecha que las dos alas principales. Las alas superior e inferior tenían una cuerda de 4,11 m, y cada una tenía un área superficial de alrededor de 190 m². Las superficies del estabilizador y elevador eran de 53,4 m², con una cuerda de 2,4 m. Las aletas y timones parecían una cometa caja, y tenían un área superficial de 23 m². El tren de aterrizaje consistía en 10 ruedas, incluyendo dos ruedas montadas hacia delante en el morro del avión (para prevenir un capotaje al despegar), y un patín de cola.
La División de Ingeniería fue forzada a utilizar motores Liberty debido al abundante suministro de estos motores. Para propulsar al Barling, se montaron cuatro motores Liberty de 420 hp entre las alas inferior y media en una disposición tractora, y otros dos en una posición propulsora. El peso cargado del bombardero era de 19 308,97 kg. Tenía una capacidad de combustible de 7570,82 litros, y llevaba 685,16 litros de aceite.
Dos pilotos ocupaban cabinas separadas a cada lado del fuselaje, mientras que el bombardero se sentaba en el morro. Uno o dos ingenieros de vuelo se sentaban detrás de las cabinas para ayudar a supervisar los motores. Un operador de radio y un navegante se sentaban junto a ellos.
El Barling estaba armado con siete ametralladoras Lewis de 7,62 mm, que eran operadas desde cinco puestos. Los puestos de armas daban a los artilleros un sector de tiro que cubría prácticamente toda el área alrededor del bombardero. Se montaron soportes para bombas en una bodega de bombas cerrada debajo de los depósitos de combustible. La bodega de bombas podía acomodar cualquier bomba del inventario del servicio aéreo, incluyendo las bombas de 907 kg (2000 libras) y de 1814 kg (4000 libras) que habían sido diseñadas específicamente para hundir un acorazado. El Barling incorporaba las compuertas de la bodega de bombas en la parte inferior del fuselaje, siendo uno de los primeros aviones en presentar tal innovación.

### Producción
La empresa ganadora de la licitación para la construcción del inmenso bombardero fue a la Wittemann-Lewis Company de Hasbrouck Heights, New Jersey. Recibieron un contrato para construir dos aviones con un coste de 375 000 dólares. Debido al aumento de costes y al número de cambios de diseño requerido, la orden se recortó a un solo aparato. Por la época en que fue completado el avión, en octubre de 1922, el coste había aumentado de 375 000 dólares por dos bombarderos, a 525 000 dólares por uno.
Wittemann-Lewis tuvo que absorber el sobrecoste, y cesó operaciones pocos meses después de enviar el avión completado a Ohio.
Solo seis aeródromos estadounidenses tenían pistas con la suficiente longitud para acomodar al inmenso bombardero, y tras una cuidadosa consideración, se decidió basarlo en Wilbur Wright Field en Fairborn (Ohio) (entonces conocido como Fairfield), a causa de su cercanía a McCook Field, y de sus recursos. El bombardero fue enviado por tren a Wilbur Wright Field en Fairfield, Ohio, en mayo de 1923. Después de 94 días de ensamblaje, el avión estuvo listo para realizar su primer vuelo.

## Historia operacional

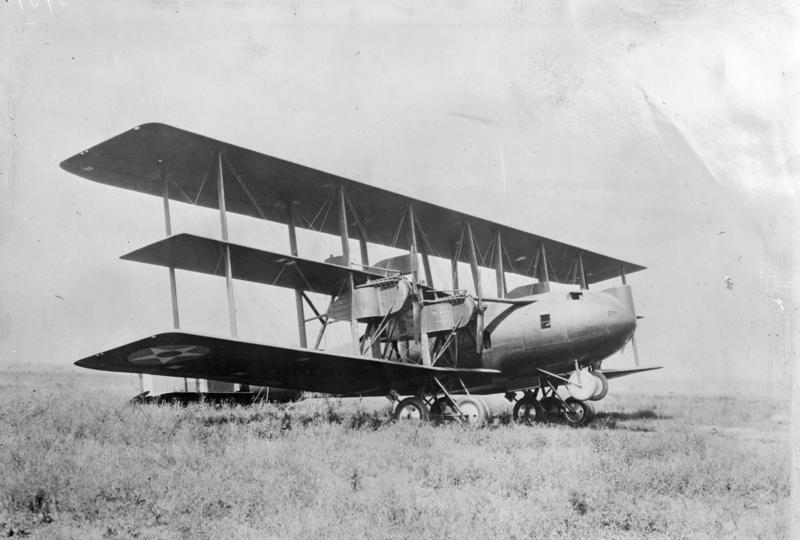

El 22 de agosto de 1923, el Barling Bomber realizó su primer vuelo desde Wilbur Wright Field en Fairfield, Ohio. En ese momento, era de lejos el avión más pesado del mundo, y sigue siendo grande incluso para los estándares actuales. En su primer vuelo, fue pilotado por los Tenientes Harold R. Harris y Muir S. Fairchild, futuro Jefe Adjunto del Estado Mayor de la Fuerza Aérea de los Estados Unidos. El ingeniero de vuelo fue Douglas Culver. Barling voló como pasajero. Los críticos habían afirmado que el bombardero recorrería todo el camino hasta Dayton antes de que despegara, paro el avión se hizo al aire tras una carrera de despegue de 13 segundos y 290 m. El vuelo duró 28 minutos y alcanzó una altitud de 609 m (2000 pies).
El 3 de octubre de 1924, el avión estableció un récord de permanencia de 1 hora y 47 minutos para aviones "con una carga útil de 8820 libras (4000 kg [sic])". También estableció un récord de altitud para la misma clase con 1363 m (4470 pies).
Aunque capaz de llevar una carga de bombas de 2300 kg (5000 libras), pronto se descubrió que el avión estaba seriamente falto de potencia, y las prestaciones eran decepcionantes. La estructura demasiado compleja de tres alas y sus soportes y cables tensores adjuntos creaban tanta resistencia de interferencia que los seis motores apenas podían compensarla. Totalmente cargado, el XNBL-1 tenía un alcance de alrededor de 270 km con una velocidad máxima de 155 km/h. En contraste, el Martin NBS-1 de "corto alcance" tenía un alcance de alrededor de 725 km y podía llevar una carga de bombas de 900 kg a la misma velocidad. En un vuelo desde Dayton (Ohio), a una aparición programada en un festival aéreo en Washington D. C., el Barling Bomber fracasó en sobrevolar las montañas Apalaches y tuvo que darse la vuelta.
Un problema con la acumulación de agua de las alas del avión durante las tormentas obligó a la construcción de un hangar especial con un coste de 700 000 dólares. El hangar fue construido en 1925 en el cercano Fairfield Air Depot.

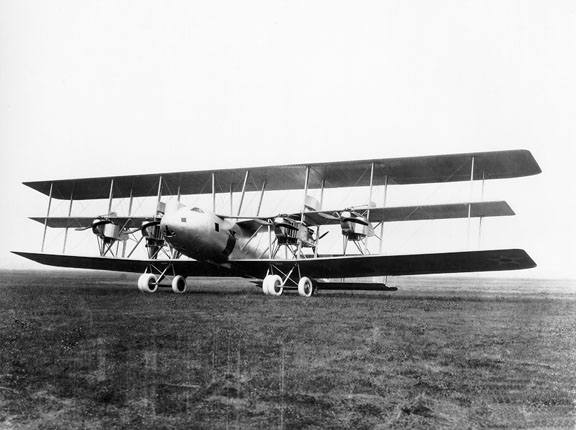
XNBL-1.

Aunque el XNBL-1 no entró en producción, tenía características avanzadas como componentes del fuselaje de aluminio, tren de aterrizaje ajustable de múltiples ruedas, compartimentos separados para la tripulación, instrumentos eléctricos y avanzados controles de motor. Una característica poco usual era que la incidencia del plano de cola podía ajustarse en vuelo usando una palanca en la cabina. El XNBL-1 fue el mayor avión construido en los Estados Unidos hasta el Boeing XB-15 en 1935.
Frecuentemente caracterizado por los oponentes del poder aéreo como "La Locura de Mitchell" (por el General de Brigada William "Billy" Mitchell, que había defendido el proyecto), el avión fue desmontado en 1927 por personal del Servicio Aéreo y almacenado en el Fairfield Air Depot. En 1929, el entonces Comandante Henry H. "Hap" Arnold fue asignado como jefe del Fairfield Air Depot. Envió un Informe de Inspección a la Oficina del Jefe del Cuerpo Aéreo, solicitando permiso para recuperar partes del bombardero almacenado, y quemar el resto. Varios miembros del Congreso todavía tenían interés en el avión, y la solicitud fue denegada. El Comandante Arnold envió más tarde una solicitud similar de quemar el XNBL-1, omitiendo cualquier mención del nombre Barling. La solicitud fue aprobada, y el bombardero fue quemado en Fairfield en 1930.
Aunque el Barling Bomber fue considerado un fracaso en su época, abrió camino en el desarrollo de los grandes bombarderos estratégicos. Incluso el General "Hap" Arnold, que ordenó su destrucción, más tarde afirmó: "si lo miramos sin prejuicios, ciertamente [el Barling] tuvo influencia en el desarrollo de los B-17... y los B-29".

## Operadores
Estados Unidos
- Servicio Aéreo del Ejército de los Estados Unidos

## Reliquias supervivientes
- Un neumático principal y uno de morro del bombardero están en exhibición en el Museo Nacional de la Fuerza Aérea de Estados Unidos en Dayton (Ohio). Las marcas originales de B. F. Goodrich del neumático todavía son claramente visibles. El neumático principal tiene alrededor de 1,2 m de diámetro.

## Especificaciones

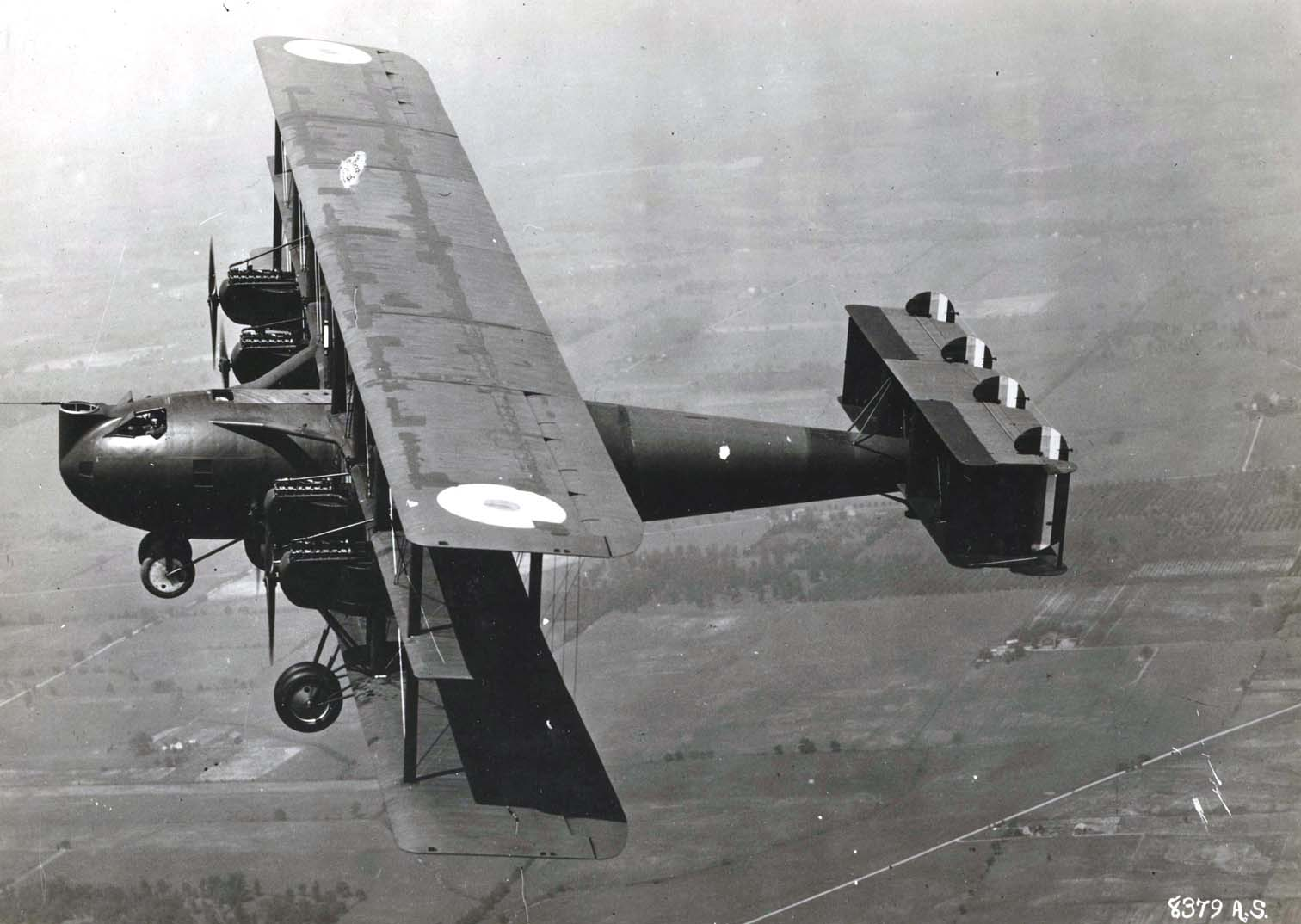
El XNBL-1 en vuelo.

Referencia datos: Witteman-Lewis XNBL-1 Barling Bomber

### Características generales
- Tripulación: Siete (piloto, copiloto y cinco artilleros)
- Longitud: 19,8 m (65 ft)
- Envergadura: 36,6 m (120 ft)
- Altura: 8,2 m (27 ft)
- Superficie alar: 373,2 m²[14]
- Peso vacío: 12 307 kg[14]
- Peso cargado: 19 309 kg[14]
- Planta motriz: 6× Liberty L-12A, V-12 refrigerados por agua.
  - Potencia: 313 kW (432 HP; 426 CV) cada uno.

### Rendimiento
- Velocidad máxima operativa (Vno): 155 km/h (96 MPH; 84 kt)
- Velocidad crucero (Vc): 98 km/h (61 MPH; 53 kt)
- Alcance: 274 km (148 nmi; 170 mi) con la carga completa de bombas (varía según la carga)
- Techo de vuelo: 2355 m (7726 ft)

### Armamento
- Ametralladoras: 

  - 7x Lewis de 7,62 mm
- Bombas: 

  - Hasta 2300 kg

## Aeronaves relacionadas

### Aeronaves similares
- Handley Page V/1500
- Zeppelin Staaken R.VI

### Secuencias de designación
- Secuencia NBL-_ (Bombarderos Nocturnos de Largo Alcance del USAAS, 1919-1924): NBL-1 - NBL-2